# Psychotria truncata
Psychotria truncata är en måreväxtart som beskrevs av Nathaniel Wallich. Psychotria truncata ingår i släktet Psychotria och familjen måreväxter. Inga underarter finns listade i Catalogue of Life.